# 和田島町

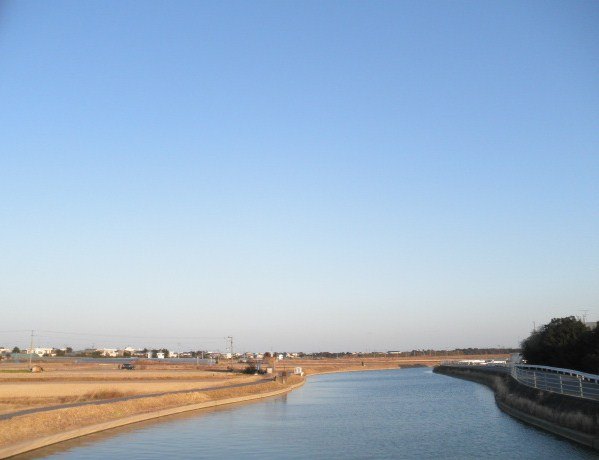
太田川
松田新田付近

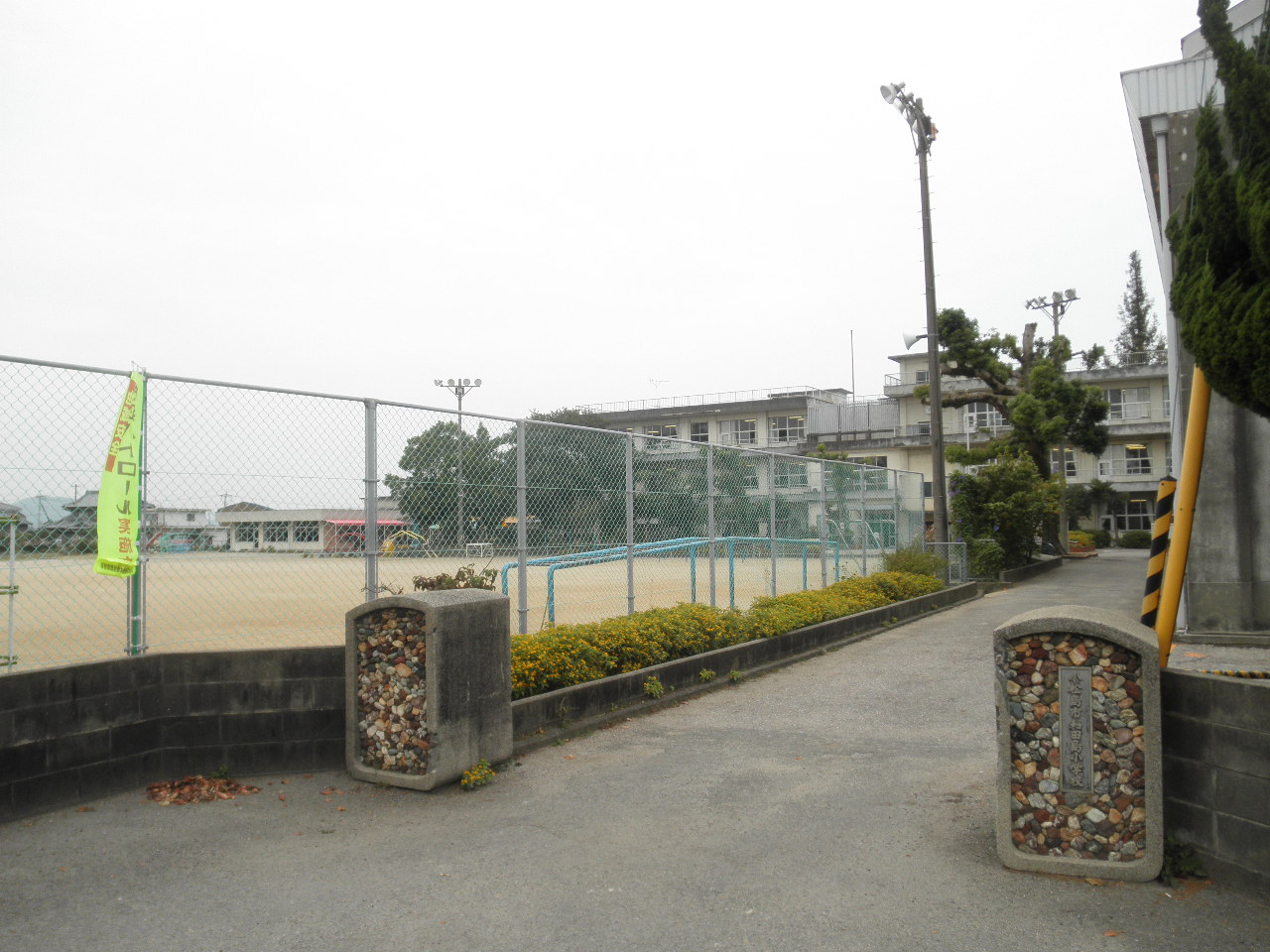
小松島市立和田島小学校

和田島町（わだじまちょう）は徳島県小松島市の町名。郵便番号は773-0025。字松田新田のみ773-0031。

## 地理
小松島市の東側、那賀川の北側に位置しており、半島状の砂嘴の地形をしており、南側以外の方角を海に囲まれている。地元では「和田」と呼称される。全体的に平坦で標高0mの土地が大部分である。
砂嘴を形成した土砂は主に南の那賀川から供給される漂砂と考えられている。近世以降において、那賀川河口の中島港防波堤築造や上流の長安口ダム建設に伴う土砂供給量の減少により汀線が後退した箇所もあれば、和田の鼻のように前進した箇所もある。
和田島ちりめんと呼ばれるちりめん、ワカメの産地である長閑な漁村であり、天気の良い日は日峯山または徳島市沖洲地区の港町、大鳴門橋、淡路島が見える絶景の場所であったが、現在は開発が進んでおり、海上自衛隊小松島航空基地が完成後は航空隊員の移動が激しい。
また、小学校の近くには新興住宅地があり、住民が多く、小学校の児童数も多い。人口は1995年前後には増加傾向であったが、最近は減少してきている。

### 河川
- 太田川[5]

### 小字
| - 遠見 - 浜田 - 西林 - 洲端 | - 西浜手 - 勢仁元 - 明神東 - 外開 | - 明神北 - 山のはな - 東新開 - 元開 | - 前塩田 - 平見 - 塚の間 - 浜塚 | - 東浜手 - 東大野 - 松田新田 |  |

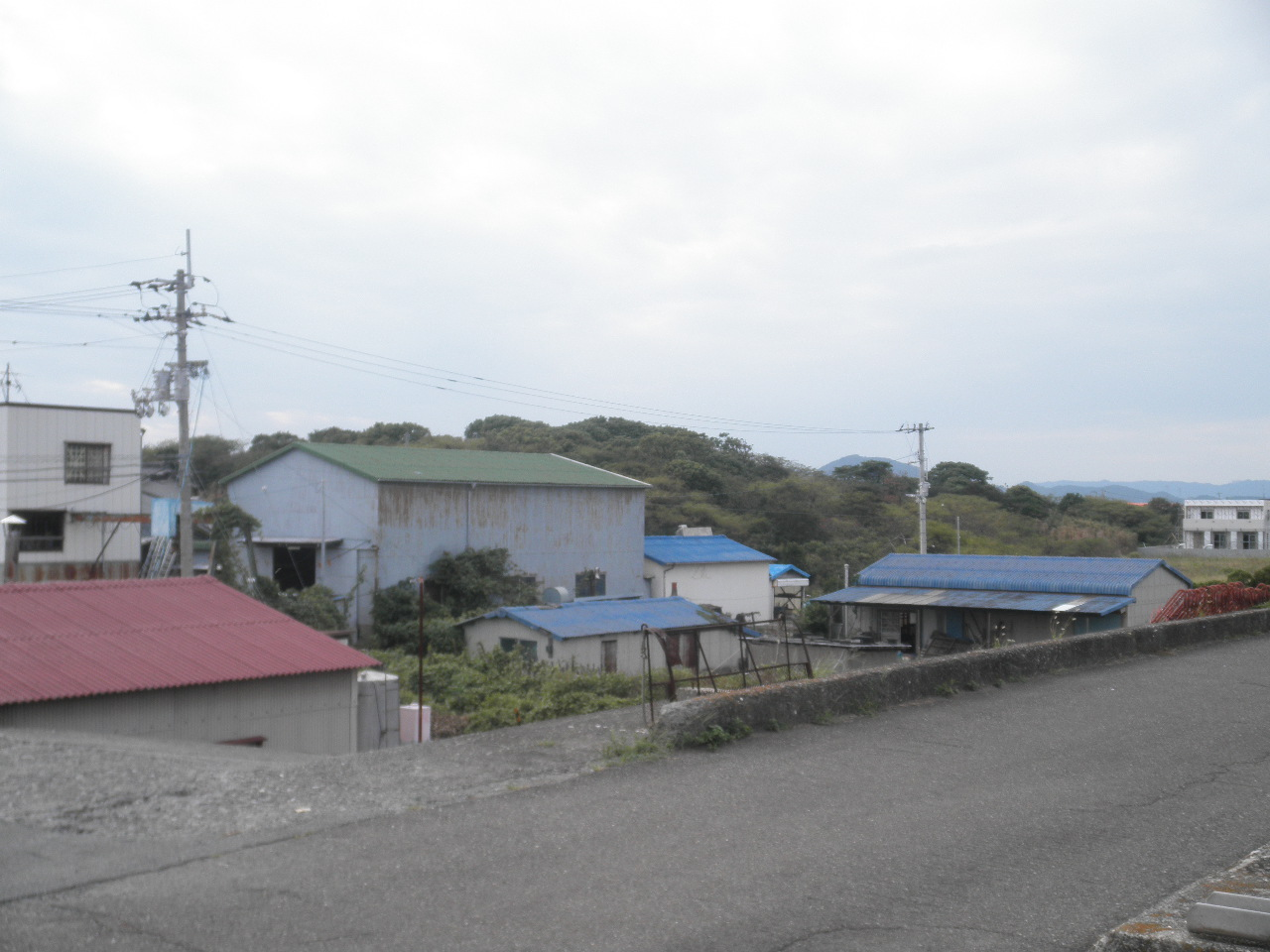
浜田
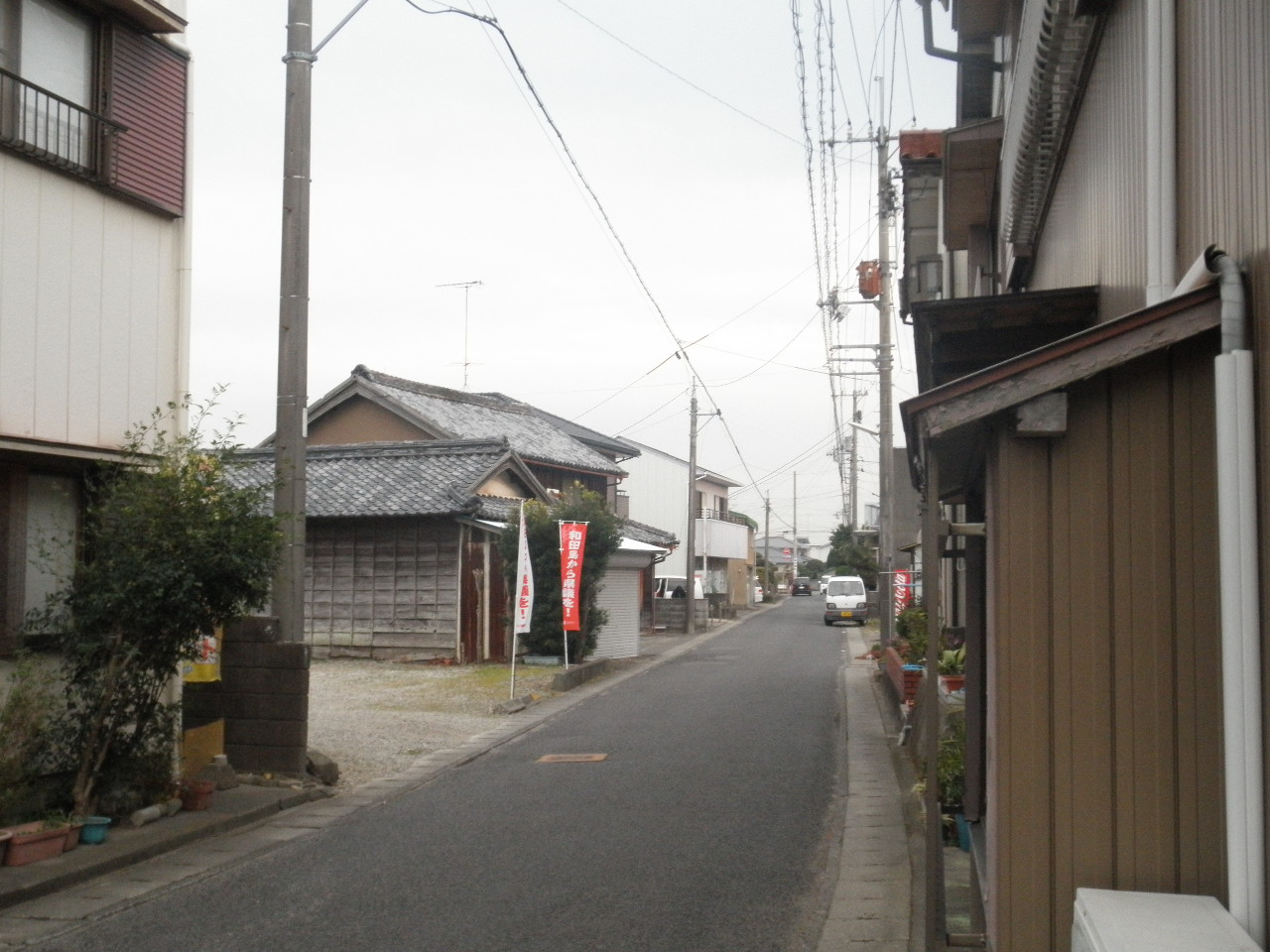
西林
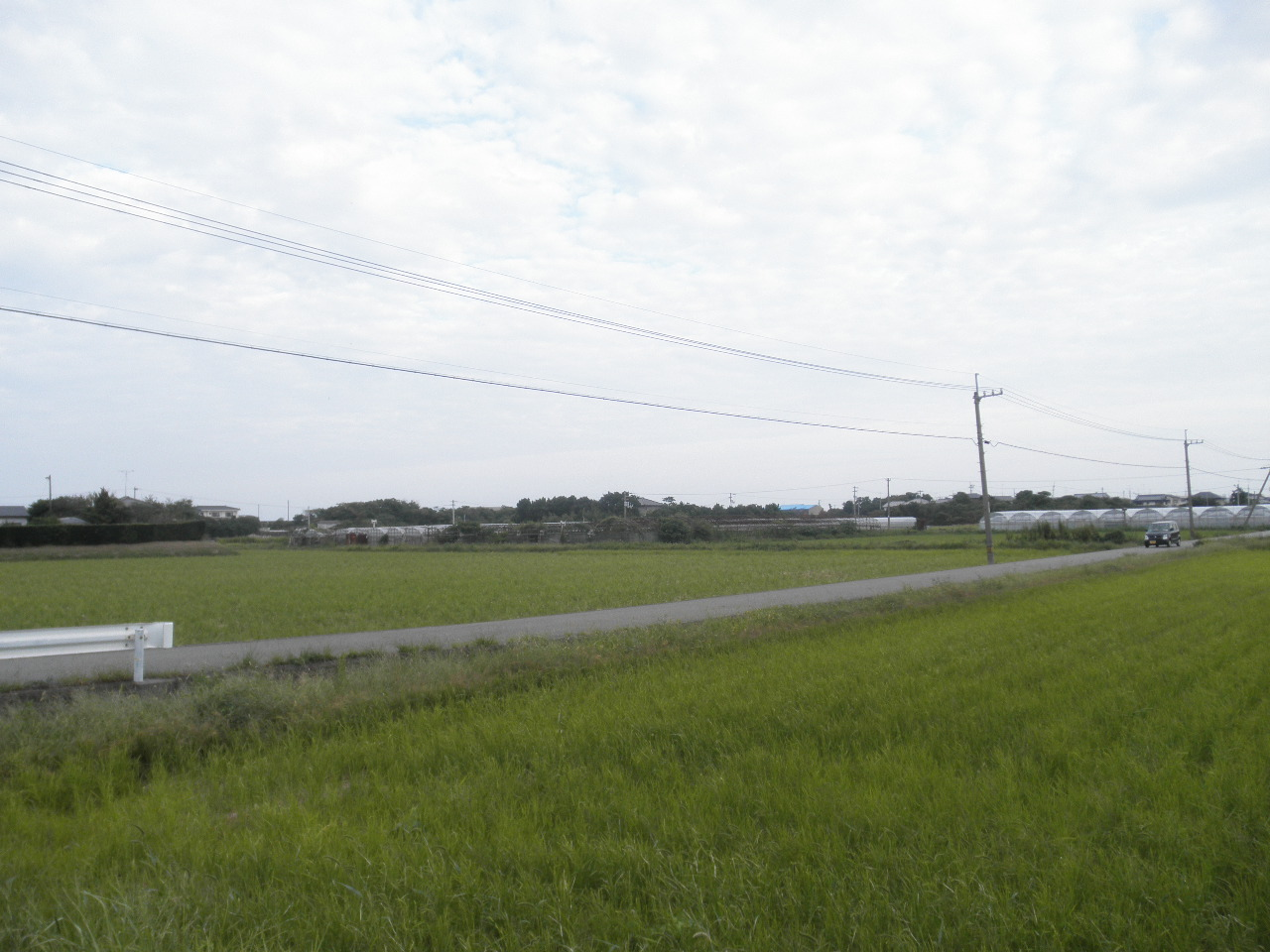
外開
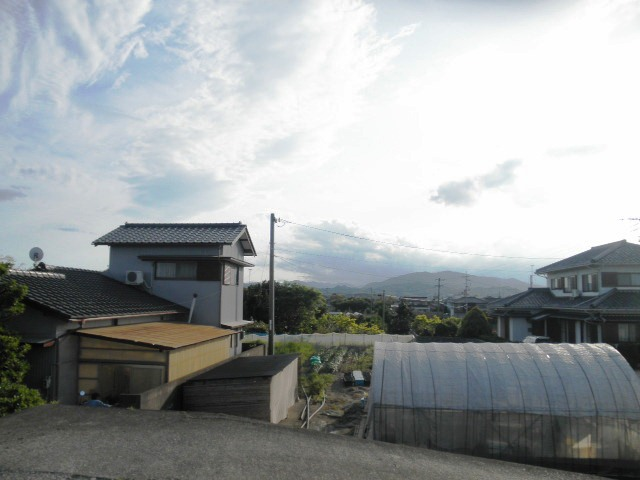
明神東

## 歴史

### 町村制施行前
- 1889年（明治22年） - 町村制施行により、那賀郡坂野村大字和田島になる。
- 1940年（昭和15年）12月1日 - 坂野村が町制施行し坂野町となり、那賀郡坂野町大字和田島になる。

### 町村制施行後
- 1956年（昭和31年）9月30日 - 小松島市に編入され、小松島市大字和田島になる。[7]
- 1957年（昭和31年）2月1日から市内の大字名を全て廃止して、廃止された大字名に町名を表示させ、大字和田島から和田島町に変更される。[8]

### 字域の変遷
| 実施前                 | 実施年        | 実施後             |
| ---------------------- | ------------- | ------------------ |
| 那賀郡坂野町大字和田島 | 1956年9月30日 | 小松島市大字和田島 |
| 小松島市大字和田島     | 1957年2月1日  | 小松島市和田島町   |

## 世帯数と人口
2022年（令和4年）7月31日現在の世帯数と人口は以下の通りである。
| 町丁     | 世帯数    | 人口    |
| -------- | --------- | ------- |
| 和田島町 | 1,603世帯 | 3,450人 |

## 小・中学校の校区
| 町名     | 範囲                           | 小学校                 | 中学校                   |
| -------- | ------------------------------ | ---------------------- | ------------------------ |
| 和田島町 | 松田新田（和田津川排水路以南） | 小松島市立坂野小学校   | 小松島市立小松島南中学校 |
| 和田島町 | 上記以外                       | 小松島市立和田島小学校 | 小松島市立小松島南中学校 |

## 施設
- 小松島市立和田島幼稚園

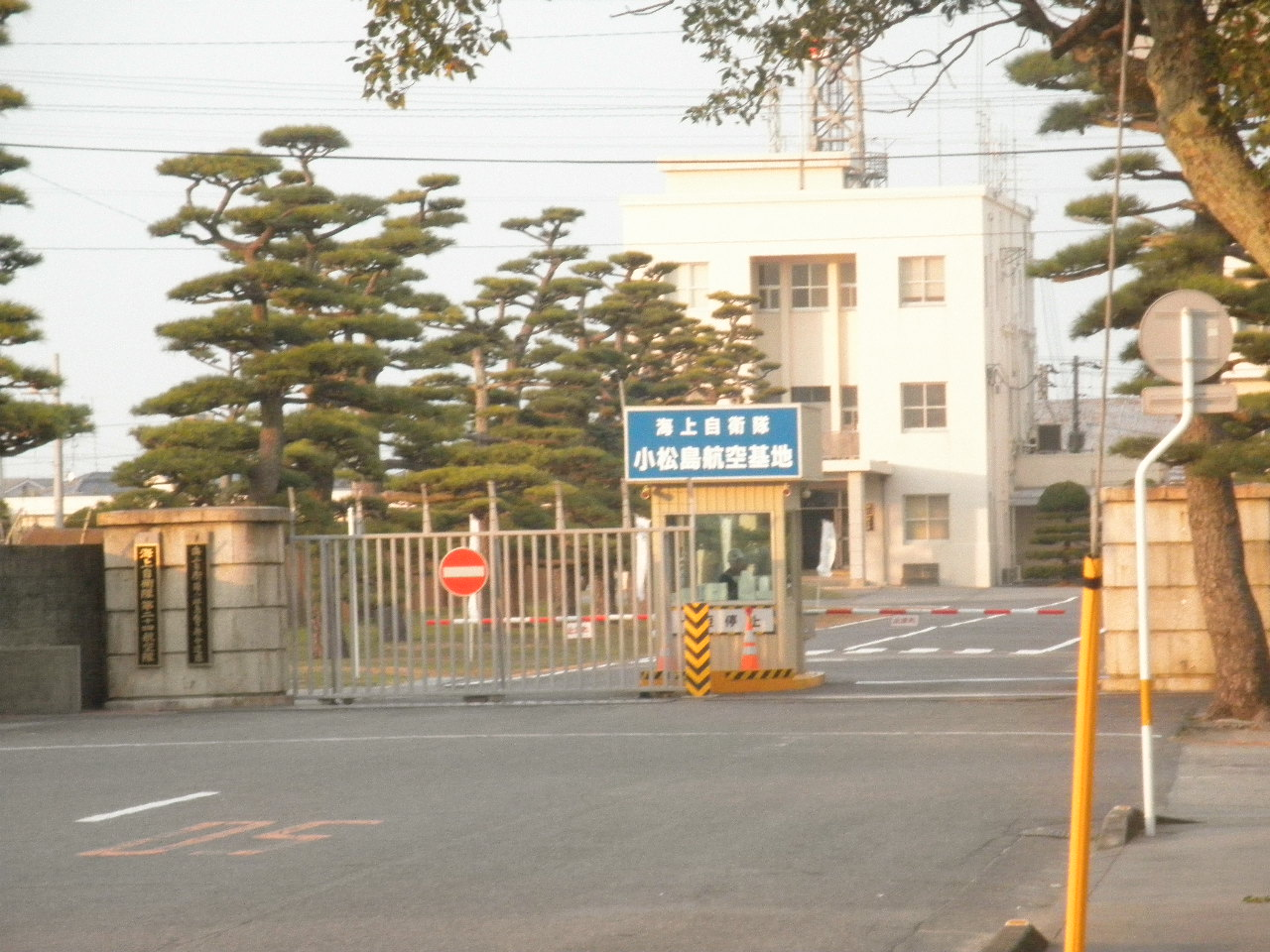
海上自衛隊小松島航空基地
- 春日神社[5]
- 阿波製紙
- 和田島漁業協同組合
- 和田島緑地公園（JAあいさい緑地）
- ポカラオートキャンプ場
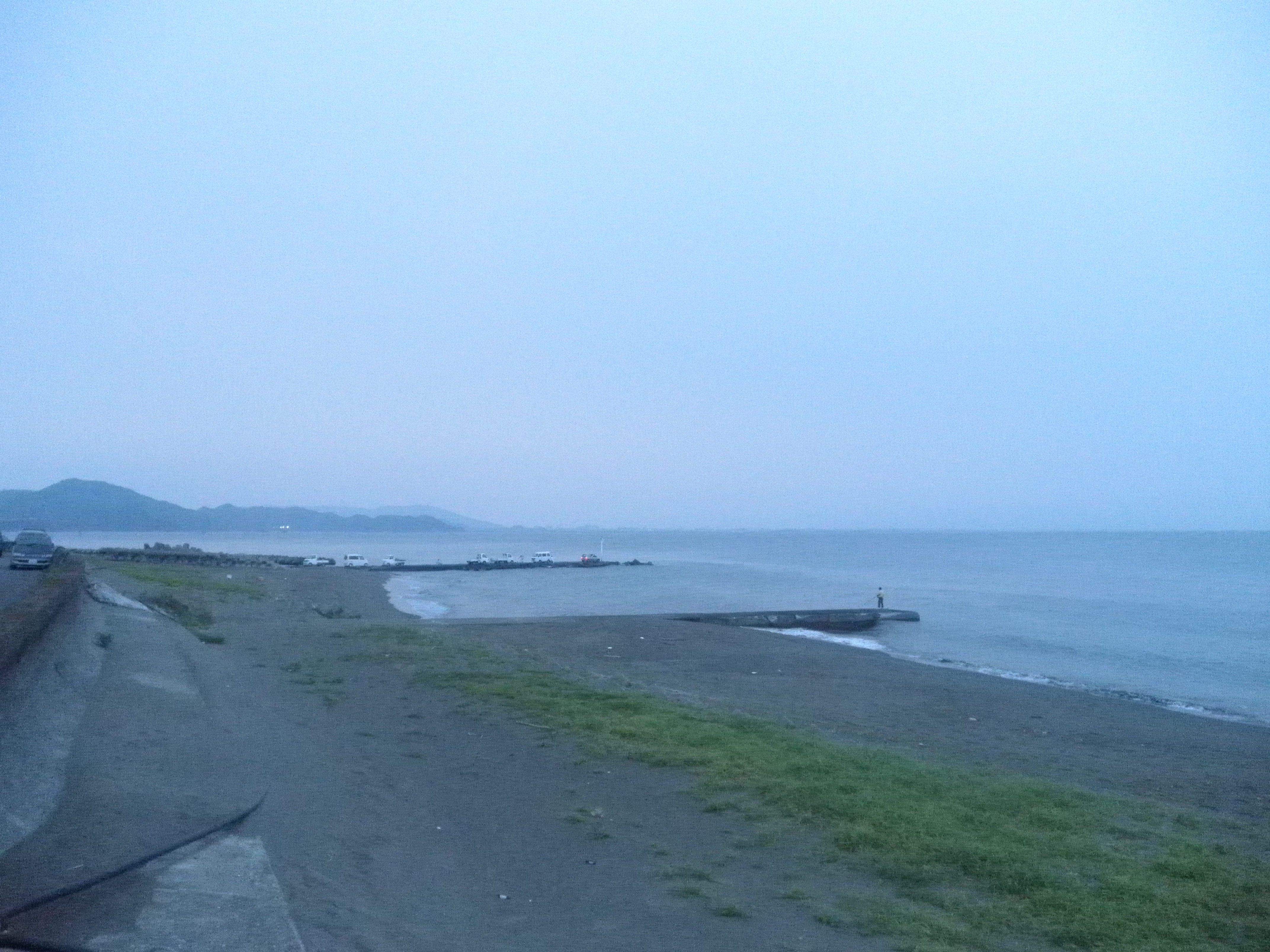
大手海岸
- 和田の鼻

- 海上自衛隊小松島航空基地
- 大手海岸

## 交通

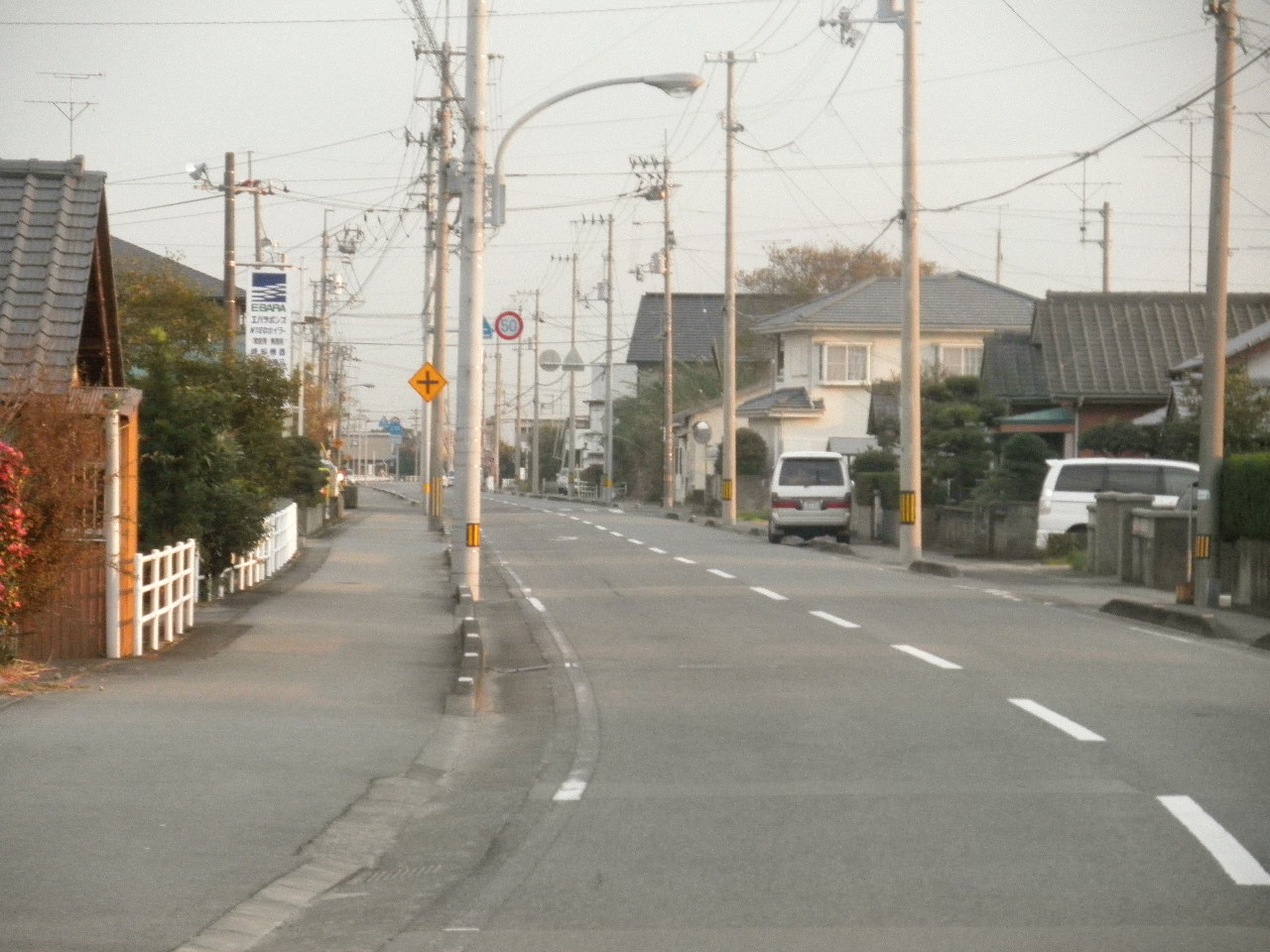
西浜手
徳島県道218号和田島赤石線

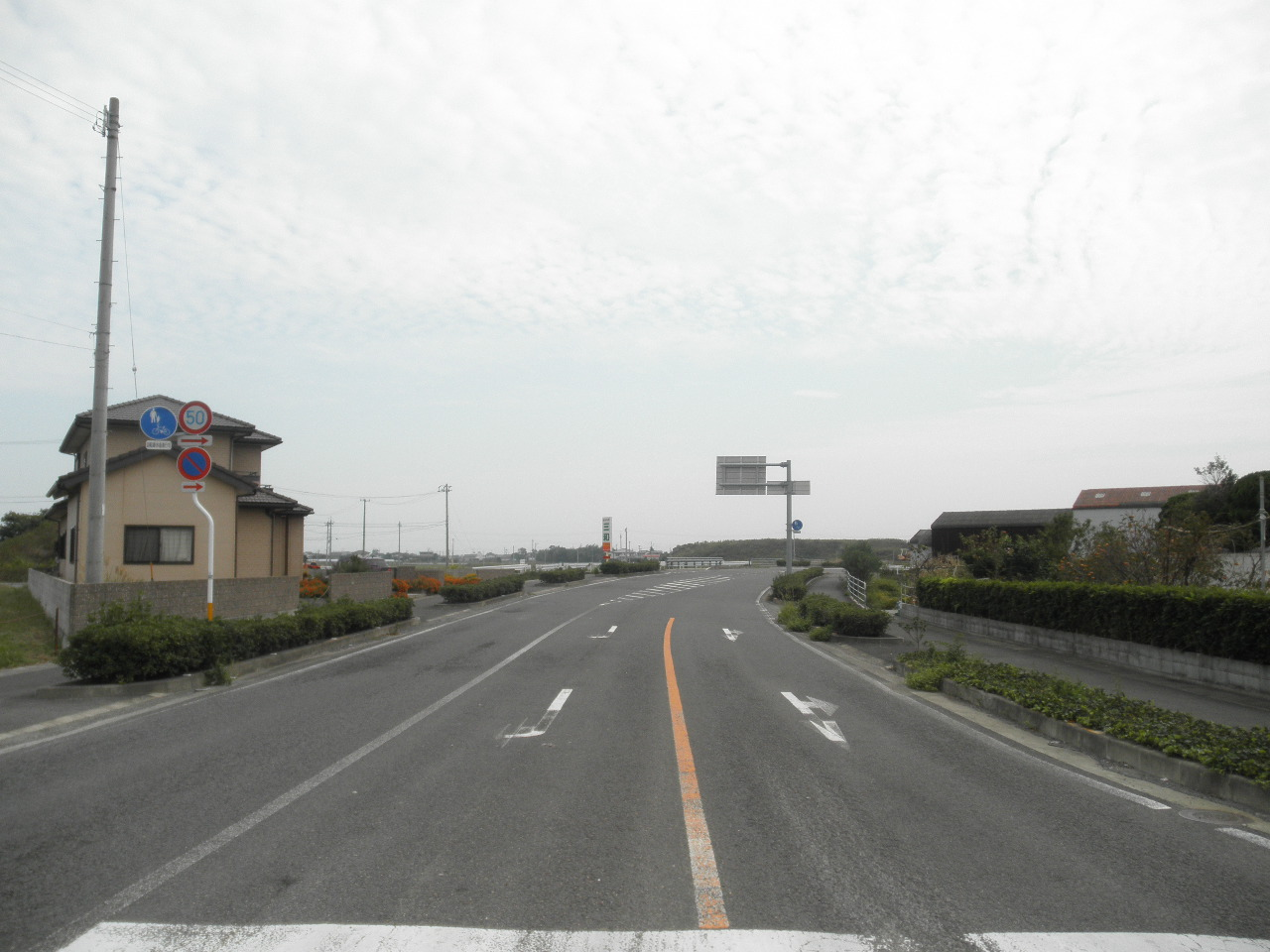
松田新田
徳島県道273号大京原今津浦和田津線

公共機関のインフラ設備が貧弱でバスが1日に10便ほどしかなく、自動車が主な交通手段であり、モータリゼーション化が進んでいる。

### 鉄道
地区内にはないが、4km先の赤石町にJR赤石駅がある。

### 道路
都道府県道
- 徳島県道218号和田島赤石線
- 徳島県道273号大京原今津浦和田津線
- 徳島県道402号阿南徳島自転車道線

### バス
徳島バス
- 刈屋東
- 和田島

## 出身者
- 畠山準 - プロ野球選手